# Rami Shani
Abraham B. Rami Shani är en israelisk-amerikansk ekonom.
Shani avlade en masterexamen (MSc) i Labor Studies and Business Administration vid Tel Aviv University 1978 och disputerade i Organization Behavior & Theory vid Tel Aviv University 1982.
Shani var ordförande för organisationsutvecklings- och förändringsdivision vid Academy of Management 1996-2001. Shani var gästprofessor i företagsekonomi med särskild inriktning mot organisatoriskt lärande och förändring vid Handelshögskolan i Stockholm 1991–1992 och 1997–1998.
Han var besökande professor vid Graduate School of Management vid Tel-Aviv University 1995-2006. Han var adjungerad professor vid FENIX Research Program i Sverige 1997-2006. Han var besökande professor vid Politecnico di Milano 2000-2001. Han är forskare vid Institute for Management of Innovation and Technology i Göteborg sedan 2002. Han är besökande professor vid Politecnico di Milano i Milano sedan 2008 och är forskare vid Center for Effective Organization, Marshal School of Management, University of Southern California sedan 2008.
Shani är professor i management vid California Polytechnic University i San Luis Obisbo i Kalifornien i USA och var tidigare ordförande för organisationsutvecklings- och förändringsdivision vid Academy of Management.
Shani är medlem i den redaktionella styrelsen för följande tidskrifter: Journal of Applied Behavioural Science, Journal of Organizational Change Management, Irish Journal of Management, International Journal of Internet and Enterprise Management.
Hans forskning är centrerad mot områdena förändringsledning, kontinuerlig innovation och förändring, design av avancerade och komplexa sociotekniska system, organisatorisk kunskap, lärande och hållbarhet. Forskningen har resulterat i tre böcker: Att skapa hållbara arbetssystem: Nya Perspektiv och praxis (2002), Learning by Design: Building Sustainable Organizations (2003) och Collaborative Research in Organizations: Foundations for learning, change and theoretical development (2004).